# Kilkeel
Kilkeel (irl. Cill Chaoil) – miasto w Irlandii Północnej w Hrabstwie Down. W 2001 liczyło 6338 mieszkańców.